# Sittmarchu
Sittmarchu (arab. ستمرخو) – miasto w Syrii, w muhafazie Latakia. W 2004 roku liczyło 2341 mieszkańców.